# Groupe C du Championnat d'Europe féminin de basket-ball 2013
Le Groupe C du Championnat d'Europe de basket-ball féminin 2013 se déroule entre le 15 et le 17 juin 2013. Les matchs de ce groupe se déroulent à l'Arena Loire à Trélazé en France.
Le groupe est composé des équipes nationales : France, Grande-Bretagne, Lettonie, et Serbie. Les trois premières équipes classées sont qualifiées pour le second tour (Groupe F).

## Classement
| Groupe C (Trélazé) | Groupe C (Trélazé) | Groupe C (Trélazé) | Groupe C (Trélazé) | Groupe C (Trélazé) | Groupe C (Trélazé) | Groupe C (Trélazé) | Groupe C (Trélazé) | Groupe C (Trélazé) |
|                    | Équipe             | Pts                | G                  | P                  | PP                 | PC                 | Diff               | Dép                |
| ------------------ | ------------------ | ------------------ | ------------------ | ------------------ | ------------------ | ------------------ | ------------------ | ------------------ |
| 1                  | France             | 6                  | 3                  | 0                  | 217                | 118                | +99                |                    |
| 2                  | Grande-Bretagne    | 5                  | 2                  | 1                  | 192                | 203                | −11                |                    |
| 3                  | Serbie             | 4                  | 1                  | 2                  | 162                | 208                | −46                |                    |
| 4                  | Lettonie           | 3                  | 0                  | 3                  | 151                | 193                | −42                |                    |

## Détails des matchs

### 15 juin
| 15 juin 2013 12 h 30 CEST | Rapport | Serbie                                                 | 68-74                    | Grande-Bretagne                                |  | Arena Loire, Trélazé Affluence : 4 100 Arbitres : Borys Shulga Aare Halliko Karolina Andersson |
| 15 juin 2013 12 h 30 CEST | Rapport | Score par quart-temps : 13-18, 25-23, 21-11, 9-24      |                          |                                                |  | Arena Loire, Trélazé Affluence : 4 100 Arbitres : Borys Shulga Aare Halliko Karolina Andersson |
| 15 juin 2013 12 h 30 CEST | Rapport | Jelena Milovanović 19 Ines Ajanović 7 Tamara Radočaj 3 | Points Rebonds Passes d. | Stewart, Gandy 13 Leedham 10 Quatre joueuses 4 |  | Arena Loire, Trélazé Affluence : 4 100 Arbitres : Borys Shulga Aare Halliko Karolina Andersson |

| 15 juin 2013 21 h 00 CEST | Rapport | Lettonie                                            | 39-62                    | France                                                |  | Arena Loire, Trélazé Affluence : 5 300 Arbitres : Ognjen Jokic Moritz Reiter Ilya Putenko | Sport+ |
| 15 juin 2013 21 h 00 CEST | Rapport | Score par quart-temps : 7-15, 7-18, 19-17, 6-12     |                          |                                                       |  | Arena Loire, Trélazé Affluence : 5 300 Arbitres : Ognjen Jokic Moritz Reiter Ilya Putenko | Sport+ |
| 15 juin 2013 21 h 00 CEST | Rapport | Elīna Babkina 11 Trois joueuses 4 Aija Brumermane 2 | Points Rebonds Passes d. | Isabelle Yacoubou 17 Sandrine Gruda 6 Céline Dumerc 3 |  | Arena Loire, Trélazé Affluence : 5 300 Arbitres : Ognjen Jokic Moritz Reiter Ilya Putenko | Sport+ |

### 16 juin
| 16 juin 2013 15 h 00 CEST | Rapport | Grande-Bretagne                                    | 69-56                    | Lettonie                                            |  | Arena Loire, Trélazé Affluence : 2 628 Arbitres : Emilio Perez Asa Johansson Piotr Pastusiak |
| 16 juin 2013 15 h 00 CEST | Rapport | Score par quart-temps : 16-10, 16-14, 16-19, 21-13 |                          |                                                     |  | Arena Loire, Trélazé Affluence : 2 628 Arbitres : Emilio Perez Asa Johansson Piotr Pastusiak |
| 16 juin 2013 15 h 00 CEST | Rapport | Butler, Leedham 14 Butler 9 Stef Collins 4         | Points Rebonds Passes d. | Ieva Krastiņa 12 Anete Šteinberga 7 Elīna Babkina 4 |  | Arena Loire, Trélazé Affluence : 2 628 Arbitres : Emilio Perez Asa Johansson Piotr Pastusiak |

| 16 juin 2013 21 h 00 CEST | Rapport | France                                                    | 76-32                    | Serbie                                              |  | Arena Loire, Trélazé Affluence : 5 100 Arbitres : Saverio Lanzarini Anna Cardus Sérgio Silva | Sport+ |
| 16 juin 2013 21 h 00 CEST | Rapport | Score par quart-temps : 20-8, 18-7, 17-10, 21-7           |                          |                                                     |  | Arena Loire, Trélazé Affluence : 5 100 Arbitres : Saverio Lanzarini Anna Cardus Sérgio Silva | Sport+ |
| 16 juin 2013 21 h 00 CEST | Rapport | Gaëlle Skrela 14 Isabelle Yacoubou 8 Edwige Lawson-Wade 4 | Points Rebonds Passes d. | Ana Dabović 15 Radočaj, Krnjić 4 Radočaj, Dabović 2 |  | Arena Loire, Trélazé Affluence : 5 100 Arbitres : Saverio Lanzarini Anna Cardus Sérgio Silva | Sport+ |

### 17 juin
| 17 juin 2013 15 h 00 CEST | Rapport | Serbie                                                | 62-56                    | Lettonie                                              |  | Arena Loire, Trélazé Affluence : 2 014 Arbitres : Borys Shulga Saverio Lanzarini Özlem Yalman |
| 17 juin 2013 15 h 00 CEST | Rapport | Score par quart-temps : 20-14, 11-10, 12-12, 19-20    |                          |                                                       |  | Arena Loire, Trélazé Affluence : 2 014 Arbitres : Borys Shulga Saverio Lanzarini Özlem Yalman |
| 17 juin 2013 15 h 00 CEST | Rapport | Jelena Milovanović 15 Ivanka Matić 8 Tamara Radočaj 3 | Points Rebonds Passes d. | Kristīne Kārkliņa 17 Kārkliņa, Šteinberga 8 Babkina 2 |  | Arena Loire, Trélazé Affluence : 2 014 Arbitres : Borys Shulga Saverio Lanzarini Özlem Yalman |

| 17 juin 2013 21 h 00 CEST | Rapport | France                                                     | 79-47                    | Grande-Bretagne                                       |  | Arena Loire, Trélazé Affluence : 5 400 Arbitres : Aare Halliko Piotr Pastusiak Zdenko Zubak | Sport+ |
| 17 juin 2013 21 h 00 CEST | Rapport | Score par quart-temps : 22-16, 11-6, 23-17, 23-8           |                          |                                                       |  | Arena Loire, Trélazé Affluence : 5 400 Arbitres : Aare Halliko Piotr Pastusiak Zdenko Zubak | Sport+ |
| 17 juin 2013 21 h 00 CEST | Rapport | Yacoubou, Ayayi 11 Yacoubou, Gruda 9 Lawson-Wade, Dumerc 4 | Points Rebonds Passes d. | Johannah Leedham 13 Butler, Allen 8 Quatre joueuses 2 |  | Arena Loire, Trélazé Affluence : 5 400 Arbitres : Aare Halliko Piotr Pastusiak Zdenko Zubak | Sport+ |